# Agrekon
Agrekon is een internationaal, aan collegiale toetsing onderworpen wetenschappelijk tijdschrift op het gebied van de agro-economie en agropolitiek.